# Aïn Kebira
Ain Kebira là một đô thị thuộc tỉnh Tlemcen, Algérie. Dân số thời điểm năm 2002 là 3.512 người.